# 超長基線陣列

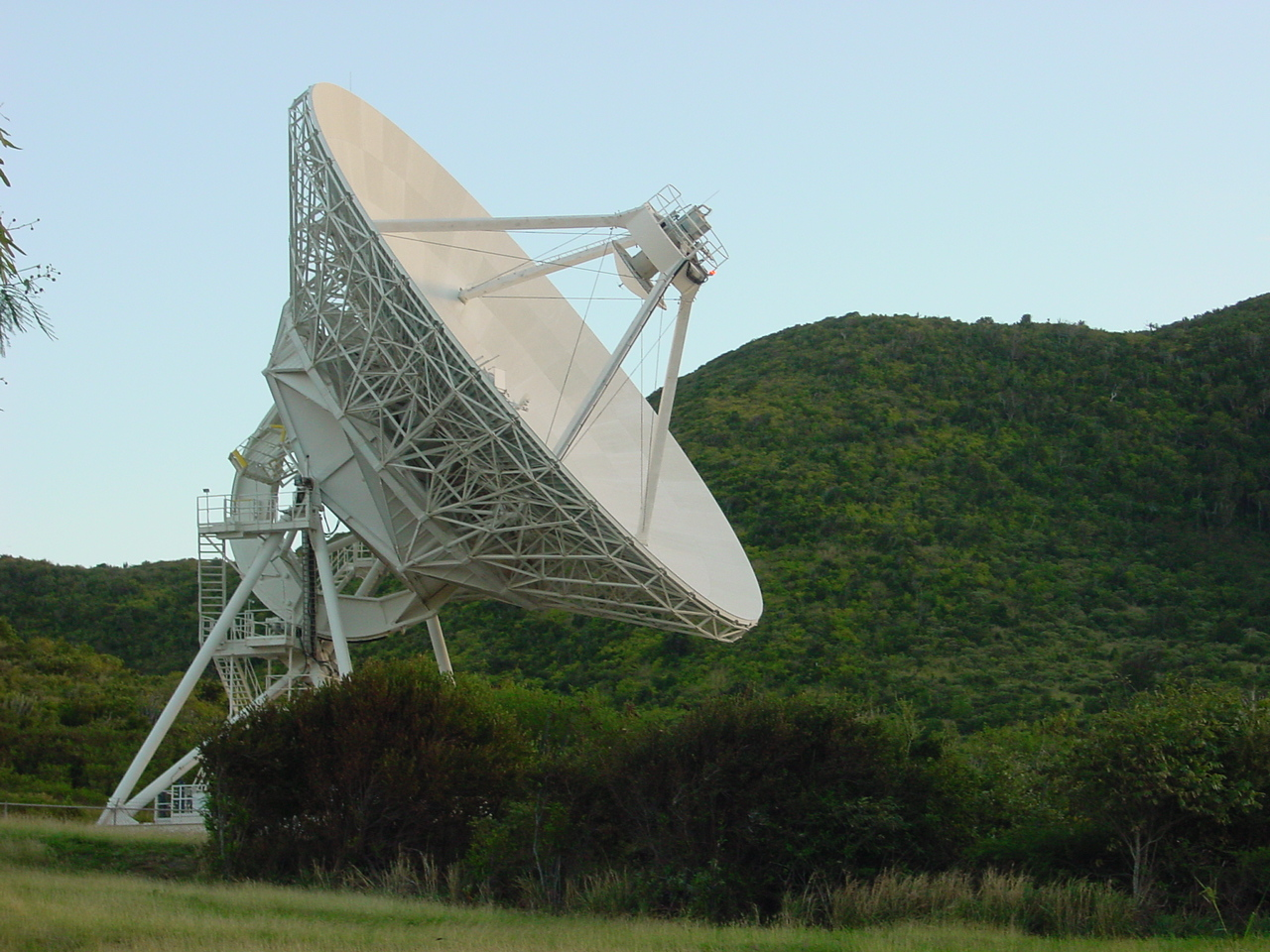
美屬維爾京群島聖克羅伊是超長基線位於最東邊的接受機。

甚長基線陣列（英語：Very Long Baseline Array，簡寫：VLBA）是由位於美国新墨西哥州索科洛的美国国家射电天文台陣列操作中心遙控的10架電波望遠鏡組成的陣列。這個阵列是全世界最大的天文超長基線干涉測量仪器。阵列於1986年2月開始建造，至1993年5月才全部完成，並在1993年5月29日首度使用全部的10架天線，全部的建設費用為8500萬美元。
每個甚長基線站都有一架直徑25公尺的碟型天線和一棟作為操控室的建築，用來放置電腦、紙帶記錄器和其他必須的儀器，並用來蒐集和儲存天線所獲得的訊號。每個天線的重量是240噸，當直立的指向上方時高度相當於10層樓。基線的最大長度為8611公里。

## 观测站
超长基线阵列通常所做的无线电观测在波长从3毫米到28厘米，或换言之，在从0.3GHz至96GHz的频率。在这个频率范围内，VLBA观察对射电天文有用的八个不同频带。VLBA也观测在1Ghz以下的两个窄的无线频带，包括明亮的微波激射器排放产生的谱线。
甚長基線陣列的電波望遠鏡位於下列地點：
- 夏威夷的莫纳克亚山天文台（19°48′04.97″N 155°27′19.81″W / 19.8013806°N 155.4555028°W）
- 加利福尼亞州的欧文斯谷（37°13′53.95″N 118°16′37.37″W / 37.2316528°N 118.2770472°W）
- 亞利桑那州的基特峰國立天文台（31°57′22.70″N 111°36′44.72″W / 31.9563056°N 111.6124222°W）
- 新墨西哥州的Pie Town（34°18′03.61″N 108°07′09.06″W / 34.3010028°N 108.1191833°W）
- 新墨西哥州的洛斯阿拉莫斯（35°46′30.45″N 106°14′44.15″W / 35.7751250°N 106.2455972°W）
- 德克薩斯州的戴維斯堡（30°38′06.11″N 103°56′41.34″W / 30.6350306°N 103.9448167°W）
- 华盛顿州的布魯斯特（48°07′52.42″N 119°40′59.80″W / 48.1312278°N 119.6832778°W）
- 愛荷華州的北利柏提（41°46′17.13″N 91°34′26.88″W / 41.7714250°N 91.5741333°W）
- 新罕布夏州的漢考克（42°56′00.99″N 71°59′11.69″W / 42.9336083°N 71.9865806°W）
- 美屬維爾京群島的聖克羅伊（17°45′23.68″N 64°35′01.07″W / 17.7565778°N 64.5836306°W）

## 高灵敏度阵列（HSA）
使用VLBA可以被动态地调度，可通过纳入其他的射电望远镜，例如波多黎各阿雷西博射电望远镜，西弗吉尼亚州的綠堤望遠鏡，新墨西哥州的甚大天线阵（VLA），和德国的埃费尔斯贝格射电望远镜，其灵敏度得到改善五倍。
| 地名学                 | 州           | 经纬度                                                    |     |
| ---------------------- | ------------ | --------------------------------------------------------- | --- |
| 阿雷西沃               | 波多黎各     | 18°20′36.60″N 66°45′11.10″W / 18.3435000°N 66.7530833°W   | AR  |
| 格林班克               | 西弗吉尼亚州 | 38°25′59.24″N 79°50′23.41″W / 38.4331222°N 79.8398361°W   | GB  |
| 甚大天线阵             | 新墨西哥州   | 34°04′43.75″N 107°37′05.91″W / 34.0788194°N 107.6183083°W | Y27 |
| 埃费尔斯贝格射电望远镜 | 德国         | 50°31′30″N 6°53′00.3″E / 50.52500°N 6.883417°E            | EB  |

## 外部連結
- 超長基線陣列網站 （页面存档备份，存于）